# نوزدهمین اجلاس سارک
نوزدهمین اجلاس سارک (انگلیسی: 19th SAARC summit) یا اتحادیه همکاری‌های منطقه‌ای جنوب آسیا یک کنفرانس دیپلماتیک برنامه‌ریزی شده‌است، که در اصل قرار بود در ۱۵–۱۶ نوامبر ۲۰۱۶ در اسلام‌آباد، پاکستان برگزار شود. در این اجلاس رهبران ۸ کشور عضور سارک و نمایندگان کشورهای ناظر و کشورهای میهمان شرکت داشتند.
پس از افزایش تنش‌های دیپلماتیک پس از حمله تروریستی یوری، هند اعلام کرد این اجلاس را، به دلیل دخالت پاکستان در این حمله بایکوت می‌کند. بعداً، بنگلادش، افغانستان و بوتان نیز از این اجلاس خارج شدند. اجلاس با یک تعلیق نامعلومی به پایان رسید.

## پیامد حملات تروریستی در هند
پس از حملات تروریستی در سال ۲۰۱۶، هند، شرکت خود را در اجلاس نوزدهمین اجلاس سارک را لغو کرد و ادعا نمود که پاکستان در حملات تروریستی دخالت داشته‌است.

## واکنش‌های کشورهای عضو
بنگلادش همچنین از اجلاس اسلام‌آباد بیرون رفت. وزارت امور خارجه بنگلادش از طریق صندلی نپال در سارک اعلام کرد که دخالت رو به افزایش پاکستان در امور داخلی بنگلادش بسیار خصمانه و علیه منافع بنگلادش بوده و در چنین شرایطی ممکن نیست که در نشست در اسلام‌آباد شرکت کند. وزارت امور خارجه بنگلادش اعلام کرد که به تعهد و همکاری و ارتباطات منطقه ای خود در کادر فرایند سارک پایدار است ولی معتقد است که این می‌تواند تنها در فضای دوستانه تر پیش برود.
افغانستان بعد از خروج خود از این اجلاس اعلام کرد: «با توجه به افزایش خشونت در نتیجه حملات تروریستی در افغانستان، اشرف غنی (رئیس‌جمهور) به عنوان فرمانده کل به‌طور کامل درگیر این موضوعات است و قادر به حضور در اجلاس نخواهد بود.»
بوتان از این نشست کنار کشید. این کشور اظهار داشت که: «افزایش اخیر تروریسم در منطقه به‌طور جدی فضا را برای برگزاری موفق اجلاس بصورت جدی به خطر انداخته‌است.» دولت بوتان افزود که همچنین در نگرانی‌های برخی از کشورهای عضو را در مورد «بدتر شدن صلح منطقه ای به خاطر تروریسم» مشترک است.
نپال، رئیس وقت سارک، خواستار آن شد که «به زودی یک فضای سازنده ایجاد شود تا اطمینان از مشارکت همه کشورهای عضو در اجلاس نوزدهم سارک مطابق با روحیه منشور سارک» باشد. از کشورهای عضو نیز خواسته شد «تا اطمینان حاصل کنند که تروریست‌ها برای انجام عملیاتهای تروریستی از مرزهای کشور آنها استفاده نمی‌کنند».
مالدیو از تحریم اجتناب کرد و به جای آن، خواستار ایجاد یک فضای رهبری برای نشست شد.
پاکستان این کنفرانس را به تاریخ بعد منتقل کرد، با اشاره به ماده X (مفاد عمومی) منشور سارک، تمام تصمیمات در همه سطوح بر اساس یک اتفاق آراء اتخاذ می‌شود. بنابراین، کنفرانس تنها می‌تواند با حضور تمامی کشورهای عضو برگزار شود.